# Pimelea halophila
Pimelea halophila är en tibastväxtart som beskrevs av B.L. Rye. Pimelea halophila ingår i släktet Pimelea och familjen tibastväxter. Inga underarter finns listade i Catalogue of Life.